# Vieuvicq
Vieuvicq é uma comuna francesa na região administrativa do Centro, no departamento Eure-et-Loir. Estende-se por uma área de 15,61 km². Em 2010 a comuna tinha 481 habitantes (densidade: 30,8 hab./km²).